# Charles Piard

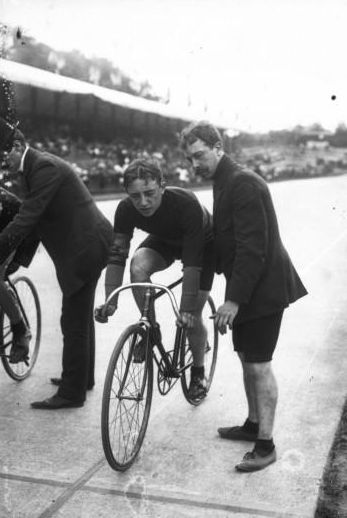
Charles Piard 1908

Charles Piard (* 14. Dezember 1883 in Paris; † unbekannt) war ein französischer Bahnradsportler und Weltmeister.
1902 wurde Charles Piard in Rom Weltmeister im Sprint der Amateure. Im selben Jahr errang er den französischen Meistertitel in derselben Disziplin und gewann zum zweiten Mal nach 1901 den Grand Prix de Paris. Beim Grand Prix de l’UVF belegte er 1903 Platz drei und 1904 Platz zwei. 1904 wurde er zudem französischer Vize-Meister im Sprint. Seine Laufbahn als Berufsfahrer dauerte von 1903 bis 1911, als er vom aktiven Sport zurücktrat.